# الخط المخيف (برنامج وثائقي)
الخط المخيف The Creepy Line هو فيلم وثائقي أمريكي لعام 2018 يستكشف تأثير جوجل والفيسبوك على الرأي العام، والسلطة التي تتمتع بها الشركات والتي لا تنظمها أو تتحكم فيها تشريعات الحكومة الوطنية. العنوان مأخوذ من اقتباس من إريك شميدت، الذي ذكر عند وصف استخدام Google للمعلومات الشخصية أن الشركة لم تتجاوز الخط الذي قد يعتبره المستخدم العادي غير مقبول. تم إصداره في أكتوبر 2018.

## الملخص
يتناقض الفيلم مع مفهوم الأخبار المزيفة المرئية، مع الترتيب غير المرئي أو إخفاء المعلومات بواسطة جوجل وفيس بوك، ويعرض مقابلات مع روبرت إبستين وجارون لانير وجوردان بيترسون وبيتر شفايتزر.

## الاستقبال
استعرضت موقع The Verge الكتاب ، وكتبت أنه «على الرغم من اسمه المظلم، فإن كتاب الخط المخيف يناشد منطق المؤامرة المريح: عندما يحدث خطأ ما في الحياة، فذلك لأن كيانًا قويًا يظن أنك مهم بما يكفي للهجوم.»  كُتب الفيلم وأخرجه صانعو الفيلم الوثائقي المحافظ كلينتون كاش. لقد أخذ عنوانها من المدير التنفيذي لشركة جوجل إريك شميدت، الذي قال في عام 2010 أن مهمة جوجل كانت «الوصول إلى الخط المخيف وعدم تجاوزه». لم يحصل إريك شميدت على نهاية لهذا الاقتباس، ومن السهل الإشارة إلى أن جوجل، في الواقع، غالبًا ما تكون مخيفة جدًا. لكن كتاب The Creepy Line يقدم حجة أكثر تحديدًا وحزبية. تدعي أن الشركتين الكبريتان Google و Facebook ، (التي يشير إليها الفيلم بشكل متبادل تقريبًا) تتلاعب عن عمد بخدماتها لقمع المستخدمين والأفكار المحافظة، و - بشكل أكثر طموحًا - قامت Google بتعديل خوارزمية البحث الخاصة بها لتأرجح انتخابات عام 2016 لصالح هيلاري كلينتون.

## الروابط الخارجية
- The Creepy Line  في قاعدة بيانات الأفلام على الإنترنت (بالإنجليزية)
- الموقع الرسمي